# Saison 2014 des Pirates de Pittsburgh
La saison 2014 des Pirates de Pittsburgh est la 133e saison de cette franchise et sa 128e en Ligue majeure de baseball.
Les Pirates se qualifient une deuxième année de suite en séries éliminatoires comme meilleurs deuxièmes de la Ligue nationale. Ils prennent le second rang de la division Centrale, seulement 2 matchs derrière les Cardinals de Saint-Louis, avec 88 victoires pour 74 défaites. C'est une seconde campagne victorieuse consécutive pour la franchise, malgré 6 matchs gagnés de moins qu'en 2013. Les Pirates s'imposent particulièrement en fin de saison, gagnant 17 matchs sur 26 au cours du mois de septembre. Ils n'avaient pas joué au baseball en octobre plusieurs saisons de suite depuis la période 1990-1992. Le club attire 2 442 564 spectateurs au PNC Park, à peine 22 000 personnes de moins que le record à Pittsburgh. Les Pirates disputent le match de meilleur deuxième de la Ligue nationale à domicile mais sont éliminés par les Giants de San Francisco.

## Contexte
Les Pirates mettent fin en 2013 à la pire séquence du sport professionnel nord-américain : après 20 saisons perdantes de suite, le club gagne enfin plus de matchs qu'il n'en perd. Une fiche de 94 victoires contre 68 défaites, soit 15 gains de plus qu'en 2012, donne aux Pirates le second rang de la division Centrale de la Ligue nationale, seulement 3 parties derrière les Cardinals de Saint-Louis. C'est une première saison gagnante et une première qualification en séries éliminatoires depuis 1992. À Pittsburgh, les Pirates amorcent leur parcours d'après-saison en triomphant des Reds de Cincinnati dans le match de meilleur deuxième avant d'être éliminé par Saint-Louis au terme d'une chaude lutte en Série de division. Parmi les honneurs individuels reçus par plusieurs membres des Pirates après la saison, Andrew McCutchen décroche le plus élevé en étant élu joueur par excellence de l'année en Ligue nationale.

## Intersaison

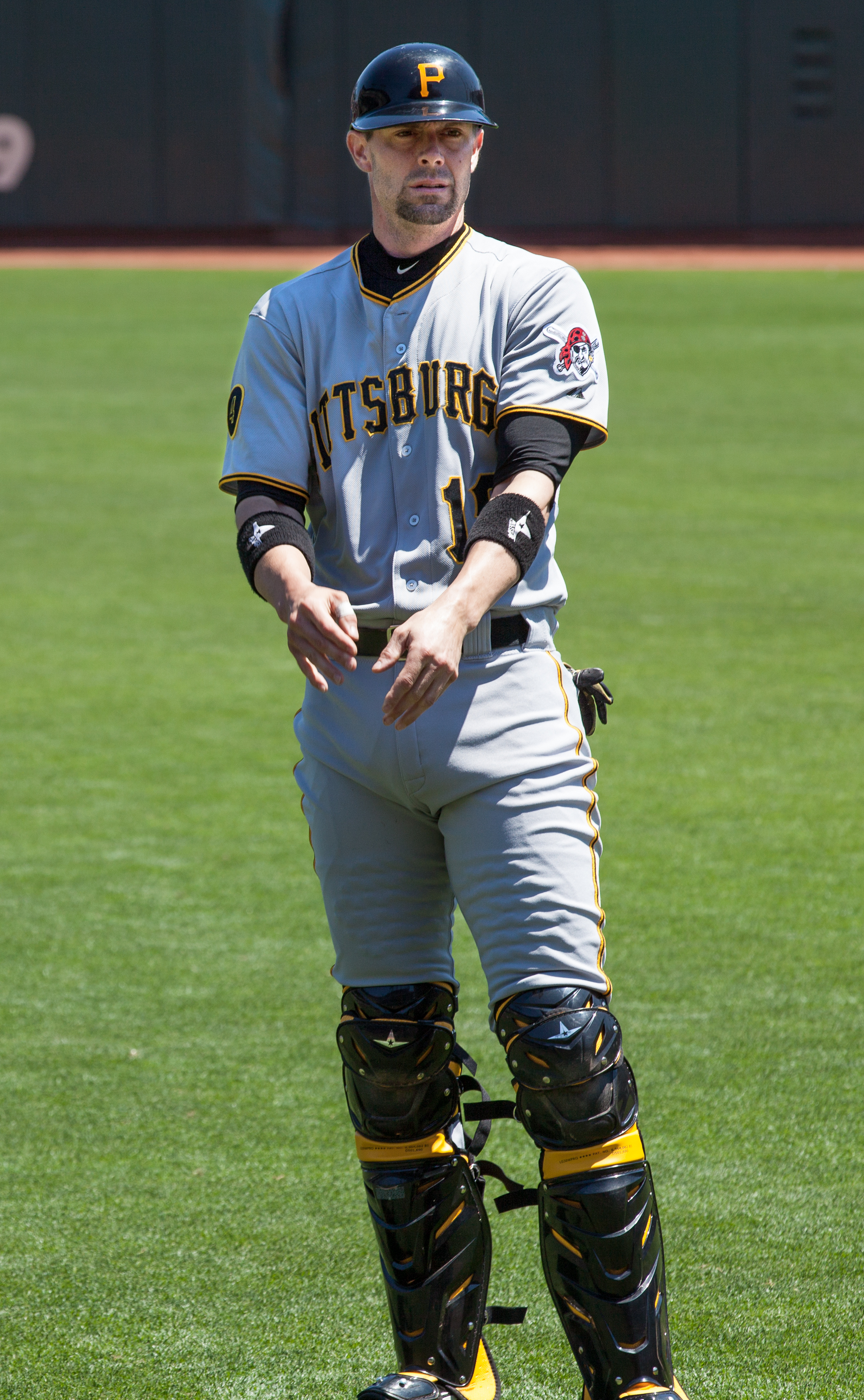
Christ Stewart, le 30 juillet 2014.

Le 26 novembre 2013, les Pirates font signer un contrat des ligues mineures au lanceur de relève droitier Cody Eppley, un ancien des Yankees de New York. Le 2 décembre, ils ramènent à Pittsburgh grâce à une transaction avec les Yankees leur ancien receveur substitut Chris Stewart.
Le 13 décembre, les Pirates mettent sous contrat pour une saison le lanceur partant droitier Edinson Volquez. Ils renouvellent aussi le contrat de leur joueur d'avant-champ Clint Barmes.
Le premier but Chris McGuiness est échangé le 30 décembre aux Rangers du Texas pour le lanceur droitier Miles Mikolas.

## Calendrier pré-saison
L'entraînement de printemps 2014 des Pirates se déroule du 26 février au 29 mars.

## Saison régulière
La saison régulière de 162 matchs des Pirates débute le 31 mars à Pittsburgh contre les Cubs de Chicago et se termine le 28 septembre suivant.

### Classement
| Ligue nationale (Division Centrale) | V  | D  | %    | Diff. | Diff. (séries) |
| ----------------------------------- | -- | -- | ---- | ----- | -------------- |
| Cardinals de Saint-Louis            | 90 | 72 | ,556 | -     | -              |
| Pirates de Pittsburgh               | 88 | 74 | ,543 | 2     | -              |
| Brewers de Milwaukee                | 82 | 80 | ,506 | 8     | 6              |
| Reds de Cincinnati                  | 76 | 86 | ,469 | 14    | 12             |
| Cubs de Chicago                     | 73 | 89 | ,451 | 17    | 15             |

### Avril
- 22 avril : Travis Snider est suspendu deux matchs et Russell Martin un match après une bagarre survenue deux jours plus tôt dans une rencontre face les Brewers de Milwaukee. Chez les adversaires des Pirates, Martín Maldonado et Carlos Gómez sont suspendus pour 5 et 3 matchs, respectivement[14].

### Juin
- 27 juin : Les Pirates échangent Jason Grilli aux Angels de Los Angeles contre un autre releveur droitier, Ernesto Frieri[15].

### Juillet
2 juillet : Andrew McCutchen des Pirates reçoit le titre de joueur par excellence du mois dans la Ligue nationale pour la 3e fois de sa carrière. Il accepte l'honneur pour ses performances en juin.

### Septembre
- 14 septembre : Les Pirates réussissent un triple jeu, le premier jamais réussi au PNC Park et l'un des 6 réalisés durant la saison 2014 des Ligues majeures, en 4e manche d'un match contre les Cubs de Chicago[17].
- 23 septembre : Victorieux à Atlanta, les Pirates s'assurent d'une place en séries éliminatoires pour la deuxième saison de suite[18].
- 28 septembre : Battus à Cincinnati au dernier jour de la saison régulière, les Pirates concèdent le titre de la division Centrale de la Ligue nationale aux Cardinals de Saint-Louis et sont qualifiés pour amorcer les éliminatoires par le match de meilleur deuxième[19].